# Carmelo Sánchez Alcaraz
Carmelo Sánchez Alcaraz (Cartagena, Región de Murcia, España, 22 de febrero de 2002), más conocido como Carmelo, es un futbolista español que juega como centrocampista en el Fútbol Club Cartagena de la Segunda División.

## Trayectoria
Nacido en Cartagena, se formó en las categorías inferiores del Real Murcia Club de Fútbol y UCAM Murcia CF, con el que compitió en división de honor y llegó a debutar en Tercera Federación con el filial universitario. 
En la temporada 2021-22, firmó con el Cartagena Fútbol Club Efesé de Tercera Federación, con el que disputó 28 partidos.
En la temporada 2022-23, firma por el Peña Balsamaiso Club de Fútbol de la Tercera Federación, filial de la SD Logroñés. 
En la temporada 2023-24, firma por el Arandina Club de Fútbol de la Segunda Federación con el que disputa 18 partidos y 3 de la Copa del Rey, llegando a enfrentarse al Real Madrid CF.
El 24 de enero de 2024, firma por el CP Cacereño de la Segunda Federación, con el que disputa 4 partidos.
El 7 de julio de 2024, firma por el Fútbol Club Cartagena "B" de la Tercera Federación.
El 18 de noviembre de 2024, hace su debut con el Fútbol Club Cartagena en la Segunda División,  en un encuentro frente a la SD Huesca que acabaría por victoria por un gol a cero. Más tarde, disfrutaría de minutos frente al CD Castellón y Granada CF.

## Clubes
| Club                                              | País   | Año       | Partidos (Goles) |
| ------------------------------------------------- | ------ | --------- | ---------------- |
| Universidad Católica de Murcia Club de Fútbol "B" | España | 2021      | 2 (0)            |
| Cartagena Fútbol Club                             | España | 2021-2022 | 28 (0)           |
| Peña Balsamaiso Club de Fútbol                    | España | 2022-2023 | 29 (2)           |
| Arandina Club de Fútbol                           | España | 2023      | 21 (0)           |
| CP Cacereño                                       | España | 2024      | 4 (0)            |
| Fútbol Club Cartagena "B"                         | España | 2024-act. | 5 (1)            |
| FC Cartagena                                      | España | 2024-act  | 3 (0)            |